# Matheus Gonçalves
Matheus Gonçalves Martins (Río de Janeiro, 18 de agosto de 2005) es un futbolista brasileño. Juega de extremo derecho y su equipo actual es el Clube de Regatas do Flamengo de la Serie A de Brasil.

## Trayectoria
Firmó su primer contrato profesional con el club rojinegro el 19 de agosto de 2021, un día después de cumplir 16 años, firmando hasta 2024. Debutó como profesional el 22 de octubre de 2022, el entrenador Dorival Júnior lo hizo ingresar al minuto 89 para enfrentar a América Mineiro y ganaron 1-2 en el Estadio Raimundo Sampaio. El 18 de febrero de 2023, Matheus Gonçalves marcó el primer gol del partido entre Flamengo y Resende, una victoria por 2-1 en la Copa Guanabara.   En su primera temporada como profesional jugó 3 partidos y su equipo finalizó el torneo en quinto lugar, tuvo sus primeros minutos en el profesionalismo con 17 años. 
En 2022, fue nombrado por el periódico inglés The Guardian como uno de los sesenta mejores jugadores jóvenes nacidos en 2005 del mundo.
El 26 de julio de 2023 fue cedido al Red Bull Bragantino hasta fin de año, para tener más rodaje. El 10 de agosto de 2023, debutó como suplente en el partido de vuelta de los octavos de final de la Copa Sudamericana 2023 contra el América Mineiro. Matheus jugó cedido en el Bragantino: 13 partidos, cuatro como titular y una asistencia.

## Selección nacional
Ha sido parte de la selección de Brasil en la categoría sub-20.
Durante 2024 fue parte del plantel que entrenó de cara al Sudamericano Sub-20 de 2025, debutó en un amistoso contra México el 5 de septiembre, fue titular y ganaron 2-1.

## Estadísticas

### Clubes
Actualizado al último partido citado el 21 de julio de 2025.
| Club                      | Div.          | Temporada     | Liga  | Liga  | Liga   | Estatal | Estatal | Estatal | Copas nacionales | Copas nacionales | Copas nacionales | Copas internacionales | Copas internacionales | Copas internacionales | Total | Total | Total  |
| Club                      | Div.          | Temporada     | Part. | Goles | Asist. | Part.   | Goles   | Asist.  | Part.            | Goles            | Asist.           | Part.                 | Goles                 | Asist.                | Part. | Goles | Asist. |
| ------------------------- | ------------- | ------------- | ----- | ----- | ------ | ------- | ------- | ------- | ---------------- | ---------------- | ---------------- | --------------------- | --------------------- | --------------------- | ----- | ----- | ------ |
| C. R. Flamengo · Brasil   | 1.ª           | 2022          | 3     | 0     | 0      | 0       | 0       | 0       | -                | -                | -                | -                     | -                     | -                     | 3     | 0     | 0      |
| C. R. Flamengo · Brasil   | 1.ª           | 2023          | 2     | 0     | 0      | 6       | 2       | 0       | 2                | 0                | 0                | 3                     | 0                     | 0                     | 13    | 2     | 0      |
| C. R. Flamengo · Brasil   | Subtotal club | Subtotal club | 5     | 0     | 0      | 6       | 2       | 0       | 2                | 0                | 0                | 3                     | 0                     | 0                     | 16    | 2     | 0      |
| R. B. Bragantino · Brasil | 1.ª           | 2023          | 12    | 0     | 1      | -       | -       | -       | -                | -                | -                | 1                     | 0                     | 0                     | 13    | 0     | 1      |
| R. B. Bragantino · Brasil | Total club    | Total club    | 12    | 0     | 1      | 0       | 0       | 0       | 0                | 0                | 0                | 1                     | 0                     | 0                     | 13    | 0     | 1      |
| C. R. Flamengo · Brasil   | 1.ª           | 2024          | 14    | 2     | 0      | 4       | 0       | 0       | 3                | 0                | 0                | 2                     | 0                     | 0                     | 23    | 2     | 0      |
| C. R. Flamengo · Brasil   | 1.ª           | 2025          | 4     | 0     | 0      | 7       | 2       | 0       | 2                | 0                | 0                | 1                     | 0                     | 0                     | 14    | 2     | 0      |
| C. R. Flamengo · Brasil   | Total club    | Total club    | 23    | 2     | 0      | 17      | 4       | 0       | 7                | 0                | 0                | 6                     | 0                     | 0                     | 53    | 6     | 0      |
| Total carrera             | Total carrera | Total carrera | 35    | 2     | 1      | 17      | 2       | 0       | 7                | 0                | 0                | 7                     | 0                     | 0                     | 66    | 6     | 1      |
| 1. 2.                     |               |               |       |       |        |         |         |         |                  |                  |                  |                       |                       |                       |       |       |        |

### Selección
Actualizado al último partido citado el 8 de septiembre de 2024.
| Selección         | Temporada         | Continental | Continental | Continental | Mundial | Mundial | Mundial | Amistosos | Amistosos | Amistosos | Total | Total | Total  |
| Selección         | Temporada         | Part.       | Goles       | Asist.      | Part.   | Goles   | Asist.  | Part.     | Goles     | Asist.    | Part. | Goles | Asist. |
| ----------------- | ----------------- | ----------- | ----------- | ----------- | ------- | ------- | ------- | --------- | --------- | --------- | ----- | ----- | ------ |
| Sub-20 · Brasil   | 2024              | —           | —           | —           | —       | —       | —       | 2         | 0         | 0         | 2     | 0     | 0      |
| Sub-20 · Brasil   | Total sel.        | 0           | 0           | 0           | 0       | 0       | 0       | 2         | 0         | 0         | 2     | 0     | 0      |
| Total selecciones | Total selecciones | 0           | 0           | 0           | 0       | 0       | 0       | 2         | 0         | 0         | 2     | 0     | 0      |

## Palmarés

### Títulos internacionales
| Título                       | Club           | País   | Año  |
| ---------------------------- | -------------- | ------ | ---- |
| Copa Intercontinental Sub-20 | C. R. Flamengo | Brasil | 2024 |

### Títulos nacionales
| Título              | Club           | País   | Año  |
| ------------------- | -------------- | ------ | ---- |
| Copa de Brasil      | C. R. Flamengo | Brasil | 2024 |
| Supercopa de Brasil | C. R. Flamengo | Brasil | 2025 |

### Títulos regionales
| Título             | Club           | País   | Año  |
| ------------------ | -------------- | ------ | ---- |
| Campeonato Carioca | C. R. Flamengo | Brasil | 2024 |
| Campeonato Carioca | C. R. Flamengo | Brasil | 2025 |

### Distinciones individuales
| Distinción                                                                             | Año  |
| -------------------------------------------------------------------------------------- | ---- |
| Parte de los 60 mejores jugadores jóvenes del mundo para The Guardian (categoría 2006) | 2022 |